# Lega Pro 2015/16

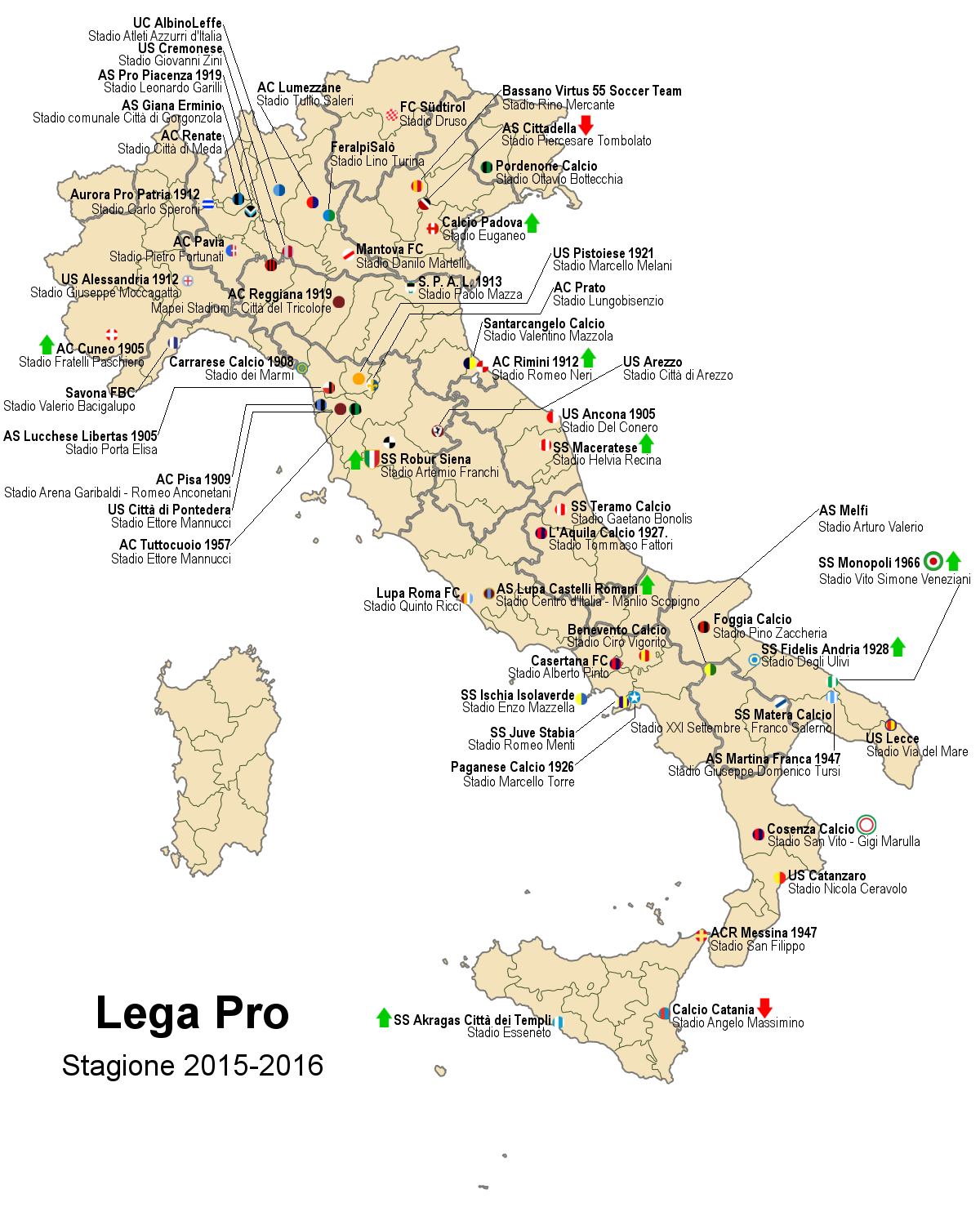
Teilnehmende Vereine der Lega Pro 2015/16

Die Lega Pro 2015/16 ist die 2. Spielzeit der dritthöchsten italienischen Spielklasse im Fußball der Männer.

## Gruppe A
In der Gruppe A spielen die Mannschaften aus den Regionen Aostatal, Friaul-Julisch Venetien, Lombardei, Piemont, Sardinien, Trentino-Südtirol und Venetien.

### Tabelle
| Pl. | Verein                | Sp. | S  | U  | N  | Tore    | Diff. | Punkte |
| --- | --------------------- | --- | -- | -- | -- | ------- | ----- | ------ |
| 1.  | AS Cittadella (A)     | 34  | 23 | 7  | 4  | 057:350 | +22   | 76     |
| 2.  | Pordenone Calcio      | 34  | 19 | 8  | 7  | 052:300 | +22   | 65     |
| 3.  | Bassano Virtus        | 34  | 17 | 11 | 6  | 045:310 | +14   | 62     |
| 4.  | US Alessandria Calcio | 34  | 16 | 9  | 9  | 047:310 | +16   | 57     |
| 5.  | Calcio Padova (N)     | 34  | 14 | 12 | 8  | 046:300 | +16   | 54     |
| 6.  | US Cremonese          | 34  | 14 | 11 | 9  | 040:330 | +7    | 53     |
| 7.  | AC Reggiana           | 34  | 13 | 13 | 8  | 040:250 | +15   | 52     |
| 8.  | Feralpisalò           | 34  | 14 | 8  | 12 | 050:430 | +7    | 50     |
| 9.  | AC Pavia 1            | 34  | 14 | 9  | 11 | 048:360 | +12   | 49     |
| 10. | FC Südtirol           | 34  | 10 | 14 | 10 | 034:380 | −4    | 44     |
| 11. | AC Renate             | 34  | 11 | 10 | 13 | 026:380 | −12   | 43     |
| 12. | AS Giana Erminio      | 34  | 10 | 12 | 12 | 033:360 | −3    | 42     |
| 13. | AC Lumezzane          | 34  | 12 | 6  | 16 | 037:420 | −5    | 42     |
| 14. | AS Pro Piacenza       | 34  | 8  | 15 | 11 | 030:350 | −5    | 39     |
| 15. | Mantova FC            | 34  | 7  | 13 | 14 | 027:390 | −12   | 34     |
| 16. | AC Cuneo 1905 (N)     | 34  | 9  | 7  | 18 | 031:410 | −10   | 34     |
| 17. | UC AlbinoLeffe        | 34  | 4  | 8  | 22 | 023:570 | −34   | 20     |
| 18. | Aurora Pro Patria 2   | 34  | 1  | 7  | 26 | 015:610 | −46   | 07     |

| Zum Saisonende 2015/16 |
| Aufstieg in die Serie B 2016/17 Teilnahme an den Aufstiegs-Play-offs Teilnahme an den Abstiegs-Play-offs Abstieg in die Serie D 2016/17 |

|                                                 |                                       |
| Zum Saisonende 2014/15                          |                                       |
| (A)                                             | Absteiger aus der Serie B 2014/15     |
| (N)                                             | Neuaufsteiger aus der Serie D 2014/15 |
| Bei Punktgleichheit zählt der direkte Vergleich |                                       |

### Abstiegs-Play-offs
In den Abstiegs-Play-offs der Gruppe A treffen in Spiel 1 der 14. und 17. sowie in Spiel 2 der 15. und 16. in Hin- und Rückspiel aufeinander. Die in der Tabelle besser platzierte Mannschaft hat im Rückspiel Heimrecht.
| Datum      |                 | Ergebnis  |                 |
| ---------- | --------------- | --------- | --------------- |
| 21.05.2016 | UC AlbinoLeffe  | 0:1 (0:1) | AS Pro Piacenza |
| 28.05.2016 | AS Pro Piacenza | 2:1 (1:0) | UC AlbinoLeffe  |
| Gesamt:    | UC AlbinoLeffe  | 1:3       | AS Pro Piacenza |

| Datum      |               | Ergebnis  |               |
| ---------- | ------------- | --------- | ------------- |
| 21.05.2016 | AC Cuneo 1905 | 0:0       | Mantova FC    |
| 28.05.2016 | Mantova FC    | 1:0 (0:0) | AC Cuneo 1905 |
| Gesamt:    | AC Cuneo 1905 | 0:1       | Mantova FC    |

Damit verbleiben die AS Pro Piacenza sowie Mantova FC in der Lega Pro, während UC AlbinoLeffe und der AC Cuneo 1905 den Gang in die Viertklassigkeit antreten müssen.

## Gruppe B
In der Gruppe B spielen die Mannschaften aus den Regionen Abruzzen, Emilia-Romagna, Ligurien, Marken, Toskana und Umbrien.

### Tabelle
| Pl. | Verein                 | Sp. | S  | U  | N  | Tore    | Diff. | Punkte |
| --- | ---------------------- | --- | -- | -- | -- | ------- | ----- | ------ |
| 1.  | SPAL Ferrara           | 34  | 21 | 8  | 5  | 059:250 | +34   | 71     |
| 2.  | AC Pisa 1              | 34  | 17 | 12 | 5  | 042:260 | +16   | 62     |
| 3.  | SS Maceratese (N)      | 34  | 15 | 13 | 6  | 047:310 | +16   | 58     |
| 4.  | US Ancona 1905         | 34  | 14 | 11 | 9  | 034:290 | +5    | 53     |
| 5.  | Carrarese Calcio       | 34  | 13 | 12 | 9  | 049:370 | +12   | 51     |
| 6.  | Robur Siena (N)        | 34  | 11 | 13 | 10 | 034:380 | −4    | 46     |
| 7.  | US Pontedera           | 34  | 11 | 12 | 11 | 043:380 | +5    | 45     |
| 8.  | SS Teramo Calcio 2     | 34  | 11 | 13 | 10 | 042:400 | +2    | 43     |
| 9.  | US Arezzo              | 34  | 8  | 18 | 8  | 033:320 | +1    | 42     |
| 10. | AC Tuttocuoio 1957     | 34  | 10 | 10 | 14 | 027:340 | −7    | 40     |
| 11. | Santarcangelo Calcio 3 | 34  | 11 | 12 | 11 | 041:380 | +3    | 39     |
| 12. | US Pistoiese           | 34  | 9  | 12 | 13 | 029:350 | −6    | 39     |
| 13. | AS Lucchese Libertas   | 34  | 10 | 9  | 15 | 039:430 | −4    | 39     |
| 14. | AC Prato               | 34  | 9  | 10 | 15 | 032:430 | −11   | 37     |
| 15. | AC Rimini 1912 4 (N)   | 34  | 9  | 11 | 14 | 029:390 | −10   | 36     |
| 16. | L’Aquila Calcio 5      | 34  | 9  | 10 | 15 | 034:410 | −7    | 30     |
| 17. | Lupa Roma FC           | 34  | 6  | 9  | 19 | 027:550 | −28   | 27     |
| 18. | Savona 1907 FBC 6      | 34  | 9  | 9  | 16 | 027:440 | −17   | 22     |

| Zum Saisonende 2015/16 |
| Aufstieg in die Serie B 2016/17 Teilnahme an den Aufstiegs-Play-offs Teilnahme an den Abstiegs-Play-offs Abstieg in die Serie D 2016/17 |

|                                                 |                                       |
| Zum Saisonende 2015/16                          |                                       |
| (A)                                             | Absteiger aus der Serie B 2014/15     |
| (N)                                             | Neuaufsteiger aus der Serie D 2014/15 |
| Bei Punktgleichheit zählt der direkte Vergleich |                                       |

### Abstiegs-Play-offs
In den Abstiegs-Play-offs der Gruppe A treffen in Spiel 1 der 14. und 17. sowie in Spiel 2 der 15. und 16. in Hin- und Rückspiel aufeinander. Die in der Tabelle besser platzierte Mannschaft hat im Rückspiel Heimrecht.
| Datum      |              | Ergebnis  |              |
| ---------- | ------------ | --------- | ------------ |
| 21.05.2016 | Lupa Roma FC | 2:0 (0:0) | AC Prato     |
| 28.05.2016 | AC Prato     | 3:1 (1:1) | Lupa Roma FC |
| Gesamt:    | Lupa Roma FC | 3:3       | AC Prato     |

| Datum      |                 | Ergebnis  |                 |
| ---------- | --------------- | --------- | --------------- |
| 21.05.2016 | L’Aquila Calcio | 1:1 (1:1) | AC Rimini 1912  |
| 28.05.2016 | AC Rimini 1912  | 3:1 (0:0) | L’Aquila Calcio |
| Gesamt:    | L’Aquila Calcio | 2:4       | AC Rimini 1912  |

Damit verbleiben der AC Prato (aufgrund der besseren Position in der regulären Tabelle) sowie der AC Rimini 1912 in der Lega Pro, während Lupa Roma FC und L’Aquila Calcio den Gang in die Viertklassigkeit antreten müssen.

## Gruppe C
In der Gruppe C spielen die Mannschaften aus den Regionen Apulien, Basilikata, Kalabrien, Kampanien, Latium, Molise, Sizilien.

### Tabelle
| Pl. | Verein                        | Sp. | S  | U  | N  | Tore    | Diff. | Punkte |
| --- | ----------------------------- | --- | -- | -- | -- | ------- | ----- | ------ |
| 1.  | Benevento Calcio 1            | 34  | 20 | 11 | 3  | 051:210 | +30   | 70     |
| 2.  | Foggia Calcio                 | 34  | 19 | 8  | 7  | 061:310 | +30   | 65     |
| 3.  | US Lecce                      | 34  | 17 | 12 | 5  | 046:280 | +18   | 63     |
| 4.  | FC Casertana                  | 34  | 18 | 9  | 7  | 052:350 | +17   | 63     |
| 5.  | Cosenza Calcio 1914           | 34  | 16 | 12 | 6  | 044:280 | +16   | 60     |
| 6.  | SS Matera Calcio 2            | 34  | 14 | 13 | 7  | 045:320 | +13   | 53     |
| 7.  | Fidelis Andria (N)            | 34  | 11 | 12 | 11 | 033:210 | +12   | 45     |
| 8.  | ACR Messina                   | 34  | 10 | 15 | 9  | 037:410 | −4    | 45     |
| 9.  | Paganese Calcio 1926 3        | 34  | 10 | 13 | 11 | 041:390 | +2    | 42     |
| 10. | SS Juve Stabia                | 34  | 9  | 15 | 10 | 045:450 | ±0    | 42     |
| 11. | US Catanzaro                  | 34  | 10 | 11 | 13 | 027:400 | −13   | 41     |
| 12. | SS Akragas 4 (N)              | 34  | 12 | 9  | 13 | 035:470 | −12   | 40     |
| 13. | Catania Calcio 5 (A)          | 34  | 12 | 13 | 9  | 037:340 | +3    | 39     |
| 14. | SS Monopoli 1966 (N)          | 34  | 10 | 9  | 15 | 043:420 | +1    | 39     |
| 15. | AS Melfi                      | 34  | 6  | 12 | 16 | 032:400 | −8    | 30     |
| 17. | AS Martina Franca 6           | 34  | 5  | 9  | 20 | 030:580 | −28   | 22     |
| 16. | SS Ischia Isolaverde 7        | 34  | 5  | 10 | 19 | 031:650 | −34   | 21     |
| 18. | AS Lupa Castelli Romani 8 (N) | 34  | 2  | 7  | 25 | 022:650 | −43   | 12     |

| Zum Saisonende 2015/16 |
| Aufstieg in die Serie B 2016/17 Teilnahme an den Aufstiegs-Play-offs Teilnahme an den Abstiegs-Play-offs Abstieg in die Serie D 2016/17 |

|                                                 |                                       |
| Zum Saisonende 2014/15                          |                                       |
| (A)                                             | Absteiger aus der Serie B 2014/15     |
| (N)                                             | Neuaufsteiger aus der Serie D 2014/15 |
| Bei Punktgleichheit zählt der direkte Vergleich |                                       |

### Abstiegs-Play-offs
In den Abstiegs-Play-offs der Gruppe A treffen in Spiel 1 der 14. und 17. sowie in Spiel 2 der 15. und 16. in Hin- und Rückspiel aufeinander. Die in der Tabelle besser platzierte Mannschaft hat im Rückspiel Heimrecht.
| Datum      |                      | Ergebnis  |                      |
| ---------- | -------------------- | --------- | -------------------- |
| 21.05.2016 | SS Ischia Isolaverde | 0:3 (0:0) | SS Monopoli 1966     |
| 28.05.2016 | SS Monopoli 1966     | 1:2 (0:2) | SS Ischia Isolaverde |
| Gesamt:    | SS Ischia Isolaverde | 2:4       | SS Monopoli 1966     |

| Datum      |                   | Ergebnis  |                   |
| ---------- | ----------------- | --------- | ----------------- |
| 21.05.2016 | AS Martina Franca | 1:0 (0:0) | AS Melfi          |
| 28.05.2016 | AS Melfi          | 0:0       | AS Martina Franca |
| Gesamt:    | AS Martina Franca | 1:0       | AS Melfi          |

Damit verbleiben die SS Monopoli 1966 sowie der AS Martina Franca in der Lega Pro, während SS Ischia Isolaverde und AS Melfi den Gang in die Viertklassigkeit antreten müssen.

## Supercoppa Lega Pro
| Datum      |                  | Ergebnis  |                  |
| ---------- | ---------------- | --------- | ---------------- |
| 15.05.2016 | SPAL Ferrara     | 4:1 (1:0) | Benevento Calcio |
| 18.05.2016 | Benevento Calcio | 2:4 (2:2) | AS Cittadella    |
| 22.05.2016 | AS Cittadella    | 1:3 (0:3) | SPAL Ferrara     |

| Pl. | Verein           | Sp. | S | U | N | Tore    | Diff. | Punkte |
| --- | ---------------- | --- | - | - | - | ------- | ----- | ------ |
| 1.  | SPAL Ferrara     | 2   | 2 | 0 | 0 | 007:200 | +5    | 06     |
| 2.  | AS Cittadella    | 2   | 1 | 0 | 1 | 005:500 | ±0    | 03     |
| 3.  | Benevento Calcio | 2   | 0 | 0 | 2 | 003:800 | −5    | 0      |

## Aufstiegs-Play-offs
Viertelfinale
| Datum      |                  | Ergebnis  |                       |
| ---------- | ---------------- | --------- | --------------------- |
| 15.05.2016 | Foggia Calcio    | 2:0 (0:0) | US Alessandria Calcio |
| 15.05.2016 | Pordenone Calcio | 1:0 (0:0) | FC Casertana          |
| 15.05.2016 | AC Pisa          | 3:1 (1:0) | SS Maceratese         |
| 15.05.2016 | US Lecce         | 3:0 (1:0) | Bassano Virtus        |

Halbfinale
| Datum      |               | Ergebnis  |               |
| ---------- | ------------- | --------- | ------------- |
| 22.05.2016 | US Lecce      | 2:3 (1:3) | Foggia Calcio |
| 29.05.2016 | Foggia Calcio | 2:1 (0:0) | US Lecce      |
| Gesamt:    | US Lecce      | 3:5       | Foggia Calcio |

| Datum      |                  | Ergebnis  |                  |
| ---------- | ---------------- | --------- | ---------------- |
| 22.05.2016 | AC Pisa          | 3:0 (2:0) | Pordenone Calcio |
| 29.05.2016 | Pordenone Calcio | 0:0       | AC Pisa          |
| Gesamt:    | AC Pisa          | 3:0       | Pordenone Calcio |

Finale
| Datum      |               | Ergebnis  |               |
| ---------- | ------------- | --------- | ------------- |
| 05.06.2016 | AC Pisa       | 4:2 (2:2) | Foggia Calcio |
| 12.06.2016 | Foggia Calcio | 1:1 (0:0) | AC Pisa       |
| Gesamt:    | AC Pisa       | 5:3       | Foggia Calcio |

Damit folgt der AC Pisa den drei schon vorher feststehenden Aufsteigern AS Cittadella, SPAL Ferrara und Benevento Calcio in die Serie B.

## Verweise